# Фасга
Фасга, или Писга (др.-евр. פּסגה‬; «вершина»; «часть, кусок, отрезок, обломок, рассечённая, раздробленная гора»), — одна из Аваримских гор на восточной стороне Иордана, в земле Моавитской, к востоку от Мёртвого моря. Упоминается в Библии.

## Термин
Фасга или Писга (פּסגה‬, всегда с определённым артиклем ה‬); в Септуагинте: др.-греч. Φασγα; в слав. Библии — Фазга; у Евсевия, 216, — Φασγω.

## Библейская история
На вершину Фасги моавитским царём Валаком был возведён Валаам-прорицатель для проклятия Израиля (Чис. 23:14).
С горы Нево, составляющей один из северных хребтов Фасги, против Иерихона, Бог показал Моисею перед его кончиной всю Землю Обетованную (Втор. 34:1—4; 3:27). По завоевании земли Обетованной все места близ горы Фасги достались колену Рувимову (Втор. 3:16, 17; Нав. 13:15—23).
Долина близ вершины Фасга (Чис. 21:20), по-видимому, есть нынешняя «долина источников Моисея» (Wâdi Ajûn Mûsa).
Ещё во времена Евсевия одна возвышенность, лежавшая между Ливиас и Есевоном, носила название Фасга.